# Habrobracon hebetor
Habrobracon hebetor – gatunek błonkówki z rodziny męczelkowatych.

## Zasięg występowania
Gatunek ten jest kosmopolityczny.

## Budowa ciała
Ubarwienie ciała w większości czarne z brązową górną częścią tułowia i ciemnożółtą głową i nogami.

## Biologia i ekologia
Bracon mellitor jest zewnętrznym parazytoidem licznych gatunków motyli, w tym omacnicy spichrzanki, słonecznicy orężówki, czy sówki Spodoptera littoralis. Po użądleniu gąsienicy, przed złożeniem jaj, samica wysysa z niej płyny. Następnie składa od 4 do 7 jaj (w zależności od wielkości żywiciela). Przepoczwarczenie następuje po 10 – 11 dniach. W warunkach laboratoryjnych imago żyje do około miesiąca.

## Znaczenie dla człowieka
Habrobracon hebetor ma znaczenie w biologicznej kontroli liczebności szkodników, zarówno na polach, jak i w miejscach przechowywania zbiorów.